# Fotos Y Recuerdos
Fotos Y Recuerdos é uma canção da cantora mexicano-americana de Tejano pop, Selena, do seu quinto álbum de estúdio, Amor Prohibido de 1994. Escrito e produzido por A.B. Quintanilla III, a música foi lançada como o quarto single do álbum.

## Posições
Chart Performance
| Gráfico (1995)                              | Posição |
| ------------------------------------------- | ------- |
| US Billboard Hot Latin Tracks               | 1       |
| US Billboard Latin Regional Mexican Airplay | 1       |
| US Billboard Latin Pop Airplay              | 12      |